# Pierre Rodier
Pour les articles homonymes, voir Pierre Rodier (homonymie).
Pierre Rodier, né à Treignac à une date inconnue et mort en 1330, est un ecclésiastique français, chancelier de France sous Charles IV le Bel puis évêque de Carcassonne.

## Biographie
Né vraisemblablement à Treignac, Rodier est issu d'une famille noble d'Auvergne. Chanoine de la cathédrale de Limoges dans les années 1290, il est clerc de la Chambre du pape Boniface VIII avant de devenir archidiacre de Dreux en 1299. 
Clerc du roi, il réalise plusieurs missions diplomatiques sous Philippe V. En 1320, il est ainsi envoyé en Flandre afin de sommer les cités de se plier au traité de paix signé avec le roi. Il participe aussi à la fixation des limites de Lille, Douai et Béthune. 
Rodier occupe en parallèle les fonctions de chancelier de Charles de La Marche, frère cadet et héritier de Philippe V. Lorsque son maître monte en janvier 1322 sur le trône, il est fait chancelier et garde des sceaux de France. Dans ses nouvelles fonctions il assiste au sacre de Charles IV à Reims.
En novembre 1323, le pape Jean XXII nomme Rodier évêque de Carcassonne, ce qui le contraint à abandonner les sceaux à celui qui était son prédécesseur, Jean de Cherchemont. 
Rodier occupe le siège épiscopal carcassonnais pendant sept ans, jusqu'à sa mort en 1330. Il repose dans la chapelle du Sacré-Cœur située dans la basilique Saint-Nazaire à Carcassonne.

## Source
- Jean-Baptiste Bouillet, Nobiliaire d'Auvergne (tome V), Clermont-Ferrand Imprimerie du Pérol, 1851